# Euphorbia borenensis
Euphorbia borenensis ist eine Pflanzenart aus der Gattung Wolfsmilch (Euphorbia) in der Familie der Wolfsmilchgewächse (Euphorbiaceae).

## Beschreibung
Die sukkulente Euphorbia borenensis bildet wenig verzweigte Sträucher bis 3 Meter Höhe aus. Die vierkantigen Triebe werden bis 2 Zentimeter dick und sind grün gefärbt. An den Kanten sind in einem Abstand von 1 Zentimeter zueinander flache Zähne vorhanden. An älteren Trieben sind die verlängerten Dornschildchen miteinander verwachsen. Die Dornen an der Basis der Pflanze werden bis 8 Millimeter lang und verkürzen sich je weiter oben sie an der Pflanze stehen.
Der Blütenstand wird aus einzelnen und einfachen Cymen gebildet, die an etwa 2 Millimeter langen Stielen stehen. Die gelben Cyathien werden 6 Millimeter groß und die länglichen Nektardrüsen grenzen aneinander. Die stumpf gelappte Frucht wird etwa 2,5 Millimeter lang und 4 Millimeter breit. Sie ist rötlich gefärbt und steht an einem 4 Millimeter langen und zurückgebogenem Stiel. Der kugelförmige Samen wird 1,5 Millimeter groß und ist mit flachen Warzen besetzt.

## Verbreitung und Systematik
Euphorbia borenensis ist im Süden von Äthiopien und im Nordosten von Kenia auf Kalkgestein in Akazien-Wäldern in Höhenlagen von 400 bis 1560 Meter verbreitet.
Die Erstbeschreibung der Art erfolgte 1987 durch Michael George Gilbert.